# Онагадори
Онагадори (яп. 尾長鶏 — «длиннохвостая курица») — древняя порода кур из Японии. Отличается очень длинным и красивым хвостом. Эта ценная декоративная порода была выведена в XVII веке в провинции Тоса, в 1952 году птица была признана сокровищем Японии.
Японцы считают этих кур потомками птицы феникс.

## История породы
Онагадори выведена в XVII веке в провинции Тоса на острове Сикоку в южной части Японии. Птица выращивается только в этом районе, в основном, в Нанкоку.
В 1952 породе был присвоен статус национального достояния Японии.
Порода находится под угрозой исчезновения. В Японии содержится всего лишь 250 птиц.

## Характеристика

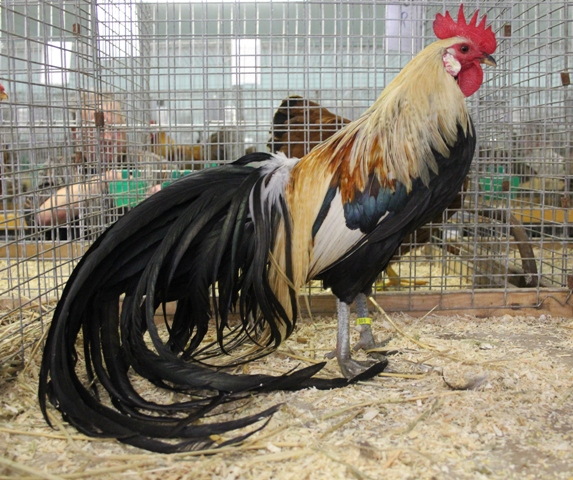
Петух онагадори

Главная особенность онагадори — длинный хвост, достигающий более 1,5 метра, иногда он даже превышает 8—12 метров. В 1970 году был петух с длиной хвоста более 13 метров. Хвост состоит примерно из 16—18 перьев, которые при правильных условиях никогда не линяют и быстро растут, прибавляя 0,7—1,3 м в год.
Порода кур имеет три окраса: черно-белый, черно-красный и белый. Генетические исследования показывают, что черно-белый был первоначальным окрасом, а остальные создавались путём скрещивания с птицами других пород.
Гребень среднего размера, ушные мочки белые. Вес около 1,5 кг.

## Использование
Онагадори выведены, содержатся и распространяются только в декоративных целях. Японские заводчики на протяжении веков прилагали большие усилия для создания и сохранения породы, оборудуя для них специальные домики с насестами, расположенными высоко над землей, чтобы хвосты пернатых были чистыми и всегда находились в хорошем состоянии.

## Сохранение породы за пределами Японии
Жан Киала содержит в Африке 100 пар таких птиц.